# مسعود مهرابی
مسعود مهرابی (۷ بهمن ۱۳۳۳ – ۱۰ شهریور ۱۳۹۹) روزنامه‌نگار، نویسنده، منتقد، مورخ و کاریکاتوریست ایرانی بود.  او دانش‌آموخته رشتهٔ سینما و تلویزیون از دانشکده هنرهای دراماتیک  (۱۳۵۵ تا ۱۳۶۱) و رشتهٔ مدیریت تولید فیلم در سازمان مدیریت صنعتی بود.
مهرابی کار خود را به عنوان روزنامه‌نگار از سال ۱۳۵۰ (خورشیدی) کرد و تا سال ۱۳۶۴ (خورشیدی) با بیش از بیست نشریه همکاری داشت. مسعود مهرابی تا هنگام درگذشت مدیر مسئول و صاحب امتیاز نشریه فیلم (از سال ۱۳۶۲) و سالنامه فیلم (از سال ۱۳۷۱) بود. هم اکنون پویا مهرابی صاحب امتیاز و مدیر مسئول ماهنامه سینمایی فیلم است. انتشار فصلنامه انگلیسی زبان Film International از سال ۱۳۷۱ تا ۱۳۹۱ از دیگر کارهای مطبوعاتی وی بود. ماهنامه سینمایی فیلم، شناخته‌شده به مجله فیلم از پایدارترین نشریات ایران با موضوع سینما است و با چاپ شماره ۵۸۷ در بهمن ماه ۱۴۰۰ چهل ساله شد. این نشریه در سال ۱۳۶۱ با نام «سینما در ویدئو» آغاز به کار کرد و از سال ۱۳۶۲ به نام کنونی تغییر نام داد. مهرابی همچنین از سال ۱۳۶۱ تا ۱۳۶۸ به عنوان طراح و کاریکاتوریست در گروه دانش و اقتصاد شبکه یک سازمان صدا و سیمای جمهوری اسلامی ایران کار کرد.وی از دوستان ناجی علی هنرمند و کاریکاتوریست فلسطینی و صاحب اثر معروف حنظله کودک ده ساله فلسطینی بود که هر دو هنرمند بر روی سبک‌های یکدیگر به‌خصوص در سایه روشن تاثیر گذاردند. این دوستی تا زمان ترور و شهادت ناجی علی در لندن و به دست نیروهای ... ادامه داشت. در تهران خیابانی به نام مسعود مهرابی نامگذاری شده است.

## درگذشت

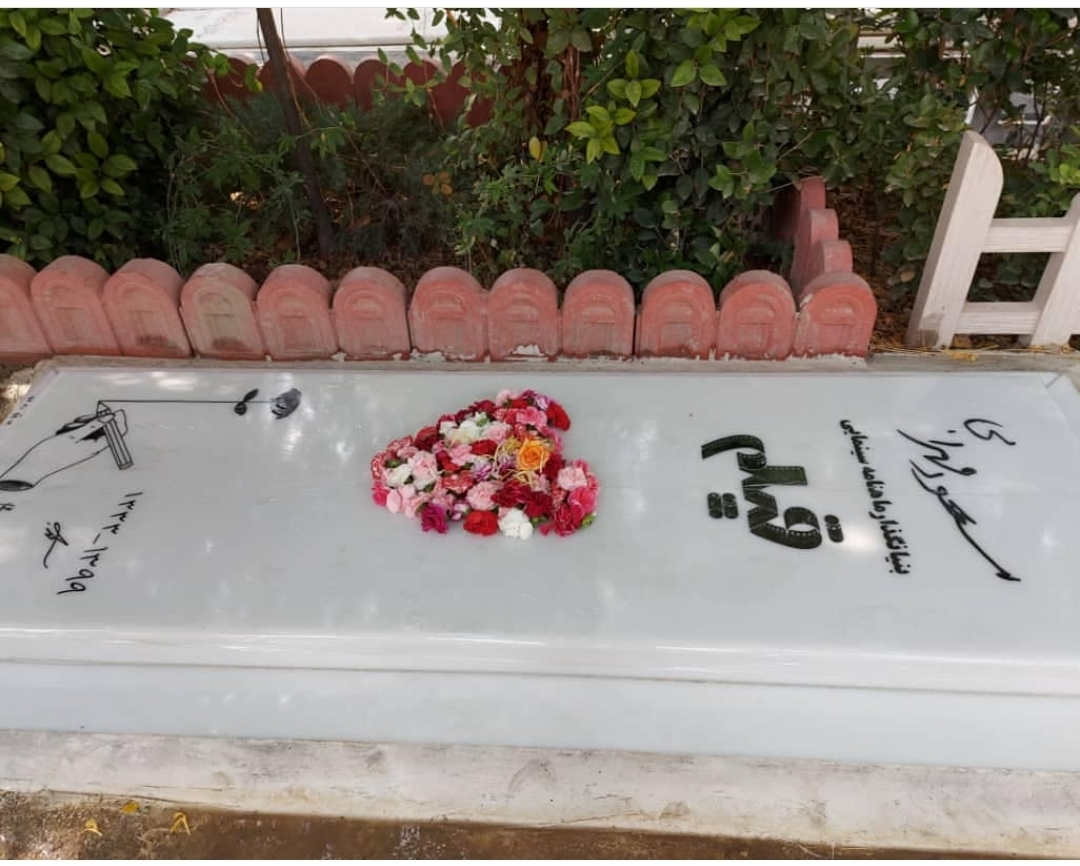
آرامگاه مسعود مهرابی در قطعه هنرمندان

مسعود مهرابی در بامداد روز ۱۰ شهریور ۱۳۹۹ به‌دلیل سکته قلبی درگذشت و در قطعه هنرمندان بهشت زهرا در کنار خسرو سینایی و محمد علی کشاورز به خاک سپرده شد.

## کتاب‌ها
مهرابی علاوه بر کتاب‌هایی در زمینهٔ طراحی و کاریکاتور، کتاب‌های سینمایی نیز نوشته است.

### کتاب‌های سینمایی
- فرهنگ فیلم‌های کودکان و نوجوانان (۱۳۶۸)[۳]
- فرهنگ فیلم کوتاه داستانی (۱۳۶۹)[۴]
- پوستر فیلم (۱۳۷۱)[۵]
- فرهنگ فیلم‌های مستند سینمای ایران، از آغاز تا ۱۳۷۱[۶]
- کتاب‌شناسی سینمای ایران، از آغاز تا سال ۱۳۷۹[۷]
- پشت دیوار رؤیا: سیاحت‌نامهٔ جشنواره‌های جهانی فیلم (۱۳۸۹)[۸]
- کتاب صدسال اعلان و پوستر فیلم در ایران، (۱۳۹۰)
- صد و پنج سال اعلان و پوستر فیلم در ایران، (۱۳۹۳)[۹][۱۰][۱۱]
- تاریخ سینمای ایران (۱۳۹۵)[۱۲]

### کتاب‌های طرح و کاریکاتور
- نردبان‌های بی‌بام (۱۳۵۵)
- کاریکاتورهای سیاه (۱۳۵۸)
- دندان (۱۳۶۱)
- کاریکاتورهای سینمایی (+گردآوری) ( ۱۳۶۴)
- میان سایه‌روشن (۱۳۷۱)

## نمایشگاه‌ها
از آثار مهرابی به عنوان طراح و کاریکاتوریست، پیش و پس از انقلاب، بیش از ده نمایشگاه انفرادی و گروهی برگزار شده و چند جایزهٔ جهانی در این زمینه نیز دریافت کرده‌است. او اولین ایرانی بود که نمایشگاه کاریکاتور در خارج از ایران برگزار کرد. همچنین مسعود مهرابی اولین ایرانی بود که جایزه بین المللی کاریکاتور دریافت کرد.

### نمایشگاه‌های انفرادی
- نگارخانه نقش (تهران، ۱۳۵۵)
- نگارخانه خانه آفتاب (تهران، ۱۳۵۵)
- نگارخانه شیخ (تهران، ۱۳۵۶)
- نگارخانه تخت‌جمشید (تهران، ۱۳۵۶)
- نگارخانه وصال (شیراز، ۱۳۵۷)
- نگارخانه مانی (تبریز، ۱۳۵۷)
- نمایشگاه آزاد (پاریس، ۱۳۵۸)
- نگارخانه خانه آفتاب (۱۳۵۸)
- موزه هنرهای معاصر (۱۳۵۸)
- نگارخانه خانه آفتاب (تهران، ۱۳۶۰)
- موزه مردم‌شناسی (قزوین، ۱۳۶۰)
- موزه هنرهای معاصر (تهران، ۱۳۶۱)
- نگارخانه گلستان (تهران، ۱۳۷۰)
- نگارخانه کلاسیک (اصفهان، ۱۳۷۲)

### نمایشگاه‌های گروهی
- موزه هنرهای معاصر تهران، ۱۳۶۲
- برگزارکننده نخستین نمایشگاه گروهی جامعه کاریکاتوریست‌های ایران در نگارخانه انجمن ایران-آمریکا، تهران، ۱۳۵۷
- انجمن فرهنگی گوته، تهران، ۱۳۵۷
- نگارخانه تخت جمشید تهران، ۱۳۵۶
- نگارخانه نقش، تهران، ۱۳۵۶
- نگارخانه عبید، دانشگاه تهران، ۱۳۵۵
- نمایشگاه مشترک با کاریکاتوریست‌های کانادایی در خانه فرهنگ ایران، مونترال، ۱۳۵۵

### شرکت در نمایشگاه‌های جهانی کاریکاتور
- ژاپن، ایران، ۱۳۷۴
- ترکیه، ژاپن، ایتالیا ۱۳۷۳
- ترکیه، فرانسه، ایتالیا، ژاپن، ایران ۱۳۷۲
- ژاپن، ترکیه ۱۳۷۱
- ژاپن، ترکیه، بلژیک ۱۳۷۰
- ژاپن، ترکیه، ایتالیا، فرانسه ۱۳۶۹
- ژاپن، هلند، بلژیک، ایتالیا۱۳۶۸
- ترکیه، بلژیک، ژاپن ۱۳۶۸
- ژاپن، کانادا، لهستان، بلژیک، ترکیه ۱۳۶۶
- ترکیه، لهستان، بلژیک ۱۳۶۵
- ژاپن، ترکیه، بلژیک، کانادا ۱۳۶۴
- ژاپن، ترکیه، بلژیک ۱۳۶۳
- ژاپن، بلژیک، لهستان، هلند ۱۳۶۲
- ژاپن، کانادا ۱۳۶۱
- یونان، یوگسلاوی ۱۳۵۹
- کانادا، یونان ۱۳۶۶
- کانادا، یوگسلاوی، ایتالیا ۱۳۵۶
- برلین، لهستان، کانادا، یوگسلاوی ۱۳۵۵

## جوایز
- بزرگداشت در پنجمین جشن نوشتار سینمایی انجمن منتقدان و نویسندگان سینمای ایران، آذر [۱۳] ۱۳۹۶
- تقدیر و دریافت قلم زرین در چهارمین دوره جایزه کتاب سال سینمای ایران از خانه سینمای ایران[۱۴] (۱۳۹۳)[۱۵][۱۶][۱۷][۱۸][۱۹][۲۰][۲۱]
- لوح افتخار جشن خانه سینمای ایران، ۱۳۸۶
- دریافت دیپلم افتخار از نمایشگاه‌های جهانی کاریکاتور، ۱۳۷۸–۱۳۵۴
- مدال نقره و جایزه نقدی ۲۰۰٬۰۰۰ هزار ین ژاپن از نمایشگاه جهانی کاریکاتور روزنامه یومیوری شیمبون، ژاپن ۱۳۶۰

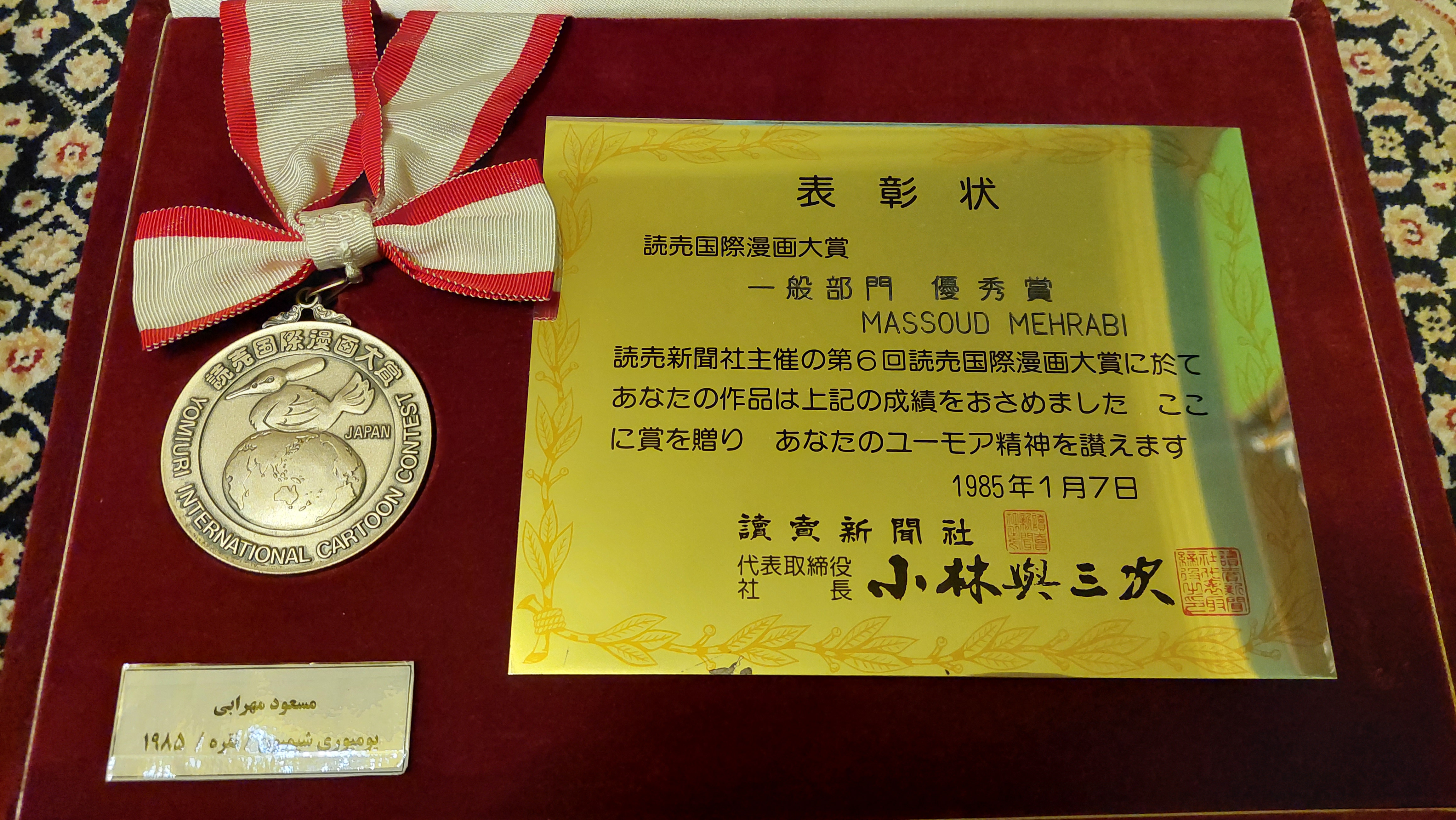
مدال نقره بین المللی مسعود مهرابی

- مدال برنز از نمایشگاه جهانی کاریکاتور روزنامه یومیوری شیمبون، ژاپن ۱۳۵۹

## اولین جایزه بین المللی تاریخ ایران در زمینه کاریکاتور
مسعود مهرابی اولین جایزه بین الملی تاریخ ایران در زمینه کاریکاتور را دریافت کرده است.
- مدال برنز از نمایشگاه جهانی کاریکاتور روزنامه یومیوری شیمبون، ژاپن ۱۳۵۹

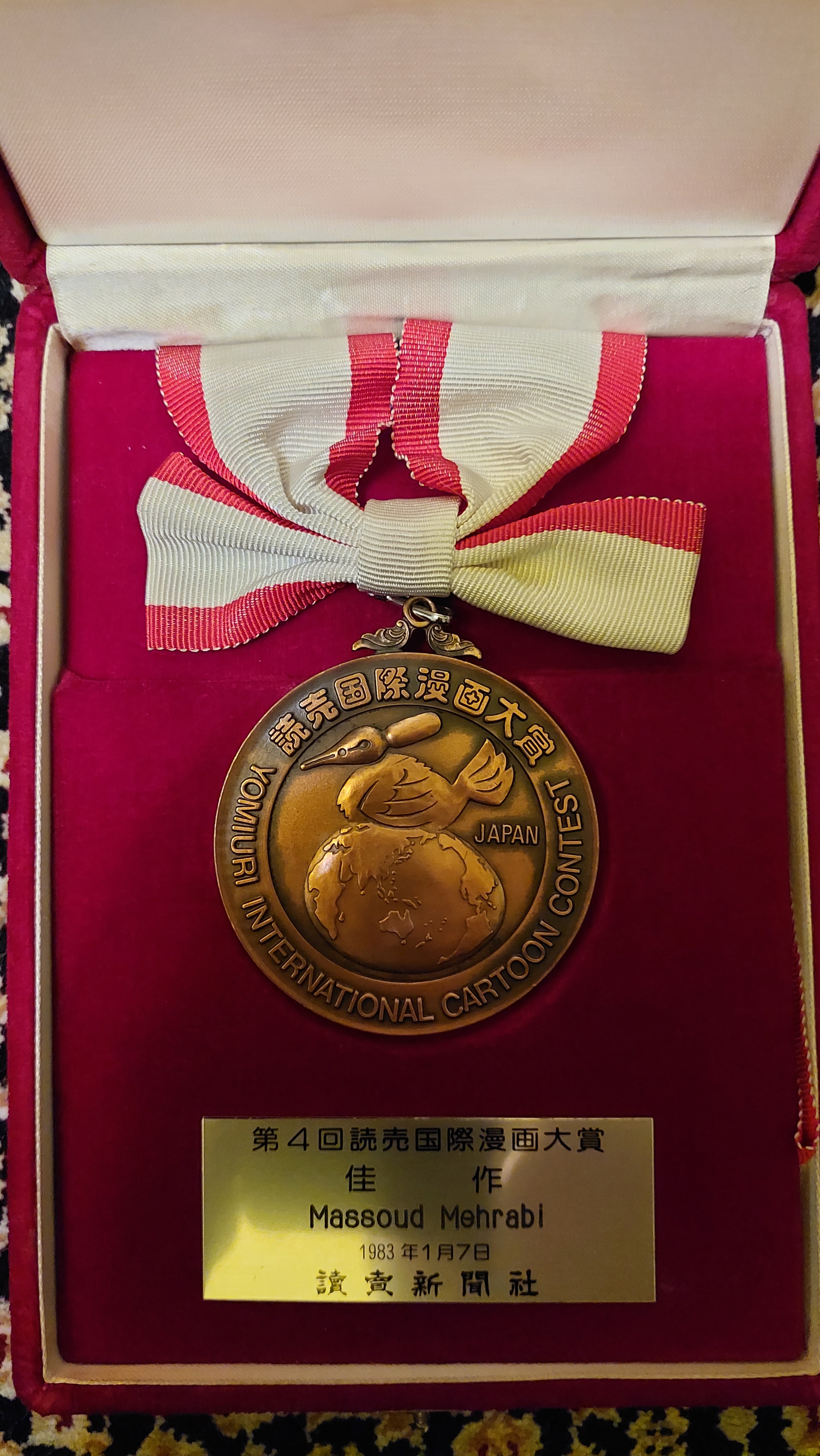
اولین مدال بین المللی کاریکاتور در تاریخ ایران

## کارهای دیگر

### عضو هیئت داوران
- عضو هیئت داوران نخستین و چهارمین دوسالانهٔ بین‌المللی کاریکاتور تهران ۱۳۷۲، ۱۳۷۸

### ناشر و طراح کتاب
- وظایف دستیار کارگردان، ترجمه و تألیف محمد حقیقت، ۱۳۷۳
- باد هر کجا بخواهد می‌وزد؛ اندیشه‌ها و فیلم‌های روبر برسون، نوشته بابک احمدی، ۱۳۷۰
- شناخت سینما،[۲۲] لوییس جانتی، ترجمه ایرج کریمی، ۱۳۶۹
- به رهبری مرتضی حنانه، نوشته تورج زاهدی، ۱۳۷۰
- تارکوفسکی، نوشته بابک احمدی، ۱۳۶۹
- درک فیلم، الن کیسبی یر،[۲۳] ترجمه بهمن طاهری، ۱۳۶۸
- فیلم به عنوان فیلم،[۲۴] و.ف. پرکینز، ترجمه توسط عبدالله تربیت، ۱۳۶۸
- ادبیات و سینما، کار گروهی، ۱۳۶۸
- دوران کمدی، کار گروهی، ۱۳۶۷
- سرگئی پاراجانف، کار گروهی، ۱۳۶۷
- یاسوجیرو ازو، کار گروهی، ۱۳۶۷
- فرانسوا تروفو، زن‍دگ‍ی و آث‍ار، ت‍رج‍م‍ه و ت‍ال‍ی‍ف ح‍م‍ی‍د ه‍دی‌ن‍ی‍ا، ۱۳۶۶
- بازیگری برای فیلم، کار گروهی، ۱۳۶۶
- ویژگی‌ها و اهداف نقد فیلم، کار گروهی، ۱۳۶۵

### نویسنده، کاریکاتوریست و گرافیست در نشریه‌ها
- هفته‌نامه سروش، ۶۴–۱۳۶۰
- ماهنامه صنعت حمل و نقل، ۶۲–۱۳۶۱
- ماهنامه فکاهیون، ۶۳–۱۳۶۰
- هفته‌نامه طب و دارو، ۱۳۶۰
- ماهنامه/ هفته‌نامه جهانگرد، ۱۳۵۹
- هفته‌نامه فردوسی، ۵۹–۱۳۵۸
- هفته‌نامه زن روز، ۶۰–۱۳۵۸
- ماهنامه پیروزی، ۱۳۵۹
- روزنامه آیندگان، ۵۸–۱۳۵۷
- هفته‌نامه تهران اکونومیست، ۱۳۵۸
- هفته‌نامه دنیای ورزش ۵۷–۱۳۵۶
- هفته‌نامه جوانان، ۱۳۵۶
- ماهنامه تلاش، ۱۳۵۶
- روزنامه رستاخیز، ۵۷–۱۳۵۴
- روزنامه مردم ایران، ۱۳۵۳
- هفته‌نامه کاریکاتور، ۵۵–۱۳۵۲
- روزنامه پرچم خاورمیانه، ۱۳۵۱
- هفته‌نامه توفیق (غیر حرفه‌ای)، ۱۳۵۰
- گل آقا، تا زمان تعطیلی

## ماهنامه فیلم
بعد از پیروزی انقلاب اسلامی بحث بر سر بودن یا نبودن سینما بود. در اساس سینمایی وجود نداشت و حتی ویدیو قاچاق محسوب، و نگهداری ویدیو جرم محسوب می‌شد. سینماگران به خودی و غیر خودی تقسیم شده بودند. در ابتدای دهه شصت نشریه‌ای متولد شد با نام ماهنامه سینمایی فیلم که تاثیر آن در حیات و تداوم سینما در ایران انکار ناپذیر است. صاحب امتیاز و مدیر مسئول این نشریه مسعود مهرابی و همکارانش در دورانی که نه سینمایی وجود داشت و نه فیلمی با چاپ و انتشار این مجله خوراک فرهنگی مردم را فراهم می کرد. از نسل این نشریه بسیاری از سینماگران مطرح امروز متولد شدند و سینمای ایران مجدد متولد شد. این نشریه در سال ۱۳۶۱ با نام «سینما در ویدئو» آغاز به کار کرد و از سال ۱۳۶۲ به نام کنونی تغییر نام داد. مسعود مهرابی به‌دلیل شرایط دهه شصت و همچنین جنگ، تا ۸۹ شماره اول ماهنامه فیلم مجوز نداشت و هر ماه مجوز تک شماره می‌گرفت. شرح این خاطره و سختی‌های آن دوران در شماره ۵۰۰ و ۵۸۲ ماهنامه فیلم به صورت مفصل شرح داده شده است. از شهریور ماه ۱۳۹۹ پویا مهرابی صاحب امتیاز و مدیرمسئول ماهنامه سینمایی فیلم است. در سال ۱۳۹۲ بایگانی کامل نرم‌افزاری سی سال ماهنامهٔ سینمایی فیلم در شش دی‌وی‌دی وارد بازار شد.